# Hyperolius cinereus
Espèce
Statut de conservation UICN

 LC  : Préoccupation mineure
Hyperolius cinereus est une espèce d'amphibiens de la famille des Hyperoliidae.

## Répartition
Cette espèce est endémique du Sud-Ouest de l'Angola. Elle se rencontre au-dessus de 1 200 m d'altitude.

## Publication originale
- Monard, 1937 "1936" : Contribution à la batrachologie d'Angola. Bulletin de la Société Neuchâteloise des Sciences Naturelles, vol. 62, p. 5-59 (texte intégral).